# Улица Циолковского (Санкт-Петербург)
У́лица Циолко́вского — улица в Адмиралтейском районе Санкт-Петербурга. Проходит от набережной реки Фонтанки до набережной Обводного канала.

## История
Проложена по части русла бывшей реки Таракановки, частично засыпанной в 1906 году.
История переименований:
- 1907 год — названа Таракановской улицей.
- 1952 год — переименована в честь К. Э. Циолковского (1857—1935)

В 1932 году вдоль улицы был создан бульвар по проекту архитектора В. В. Данилова.

## Примечательные здания

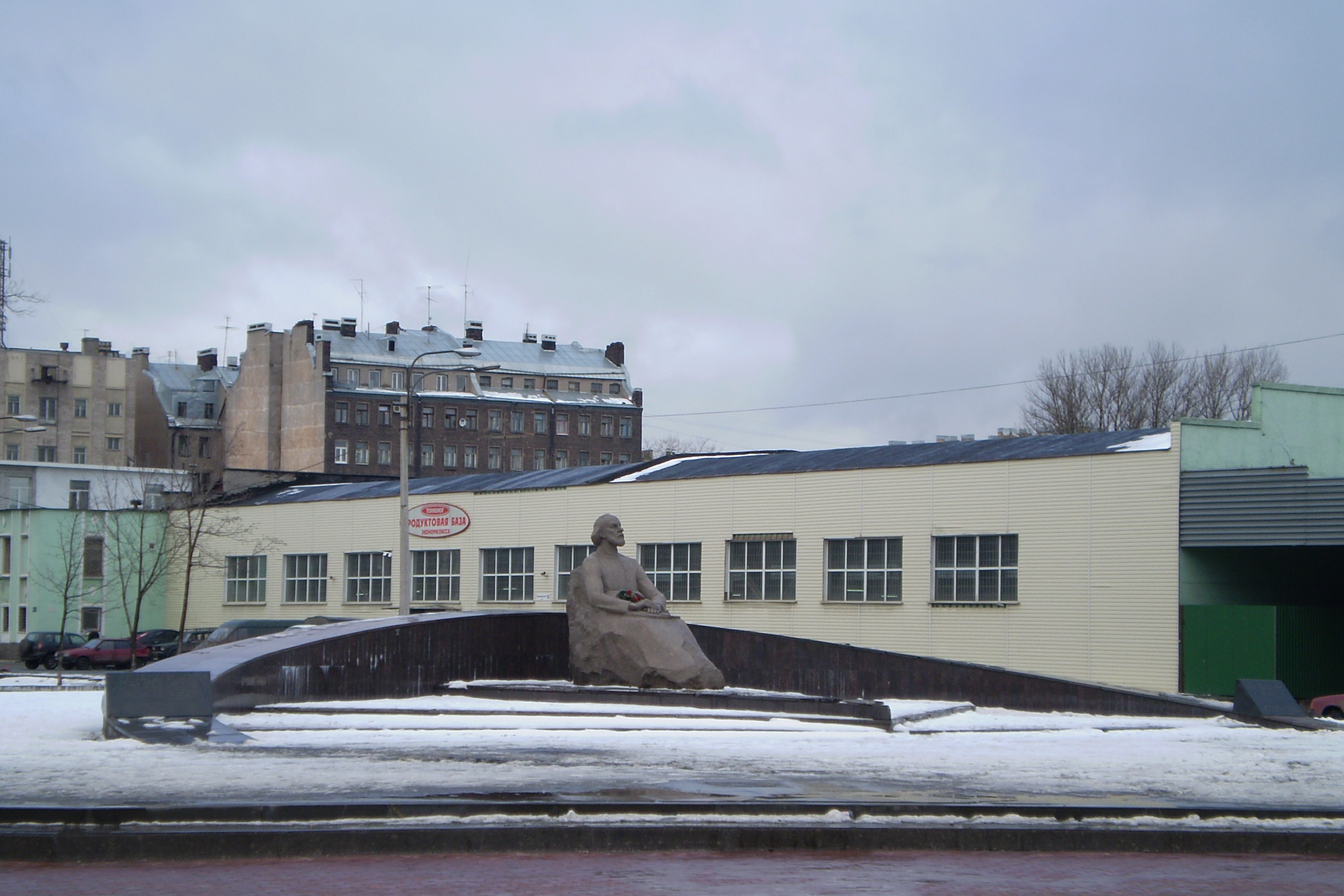
Памятник Циолковскому

- Дом № 3/23 — доходный дом (1911, гражданский инженер Л. В. Котов).
- Дом № 5/40. Завод «Ленпродмаш», быв. «Красная вагранка» (1950-е, архитекторы С. В. Васильковский, М. Е. Алексеева).
- Дом № 9/11 (Обводного кан.наб., 195) — комплекс построек Электротехнического завода фирмы «Савельев и Ко» (1899—1900, 1901—1905, архитекторы В. В. Шауб и Л. Л. Фуфаевский)[1].
- Дом № 15/193 — Бывший особняк А. Куприянова (1857, архитектор П. П. Меркулов[бел.], надстроен).
- Дом 15. Комплекс зданий 4-го казенного винного склада и завода (правая часть, 1896—1898, гражданский инженер Г. Г. Рабцевич).
- Таракановский мост — инженер А. Д. Гутцайт, 1975.

В сентябре 2005 года к дню рождения К. Э. Циолковского был установлен памятник. Скульптор Бейбутян Л. А. Архитекторы: Глазова О. С., Заболотский И. В., Романов В. К., Баграмян Б. К., Гиль П. И., Яковлев В. А., Хунцария Н. В., Абдурагимов Х. И., Сабиров А. К., И. Г. Уралов.